# 381 Myrrha
381 Myrrha este un asteroid din centura principală, descoperit pe 10 ianuarie 1894, de Auguste Charlois.